# Distrito de Gniezno
El distrito de Gniezno, en polaco powiat gnieźnieński, es un powiat del voivodato de Gran Polonia. El distrito tiene una superficie de 1254,34 km² y una población de 140.000 personas, así como una densidad poblacional de 112 habitantes por km² (2004).
| Gmina                                  | Tipo         | Área (km²) | Población (2006) | Cabecera    |
| Gniezno                                | urbano       | 49.0       | 70,080           |             |
| Gmina de Trzemeszno                    | urbano-rural | 174.8      | 14,019           | Trzemeszno  |
| Gmina de Witkowo                       | urbano-rural | 184.4      | 13,446           | Witkowo     |
| Gmina de Gniezno                       | rural        | 178.0      | 8,343            | Gniezno *   |
| Gmina de Kłecko                        | urbano-rural | 131.7      | 7,569            | Kłecko      |
| Gmina de Czerniejewo                   | urbano-rural | 112.0      | 6,913            | Czerniejewo |
| Gmina de Niechanowo                    | rural        | 105.3      | 5,395            | Niechanowo  |
| Gmina de Łubowo                        | rural        | 113.4      | 5,344            | Łubowo      |
| Gmina de Kiszkowo                      | rural        | 114.6      | 5,235            | Kiszkowo    |
| Gmina de Mieleszyn                     | rural        | 99.2       | 3,989            | Mieleszyn   |
| * la cabecera no pertenece al distrito |              |            |                  |             |

## Ciudades
- Czerniejewo
- Gniezno
- Kłecko
- Trzemeszno
- Witkowo